# Herb Irlandii Północnej

Herb Irlandii Północnej nadał król Jerzy V dnia 5 sierpnia 1924 roku. Głównym elementem jest czerwony krzyż świętego Jerzego w białym polu. Na gwieździe, której ramiona reprezentują sześć hrabstw, widnieje czerwona prawica (Red Right) symbol Ulsteru, a nad gwiazdą brytyjska korona królewska. Od 1973 r. posiada status nieoficjalny, podobnie jak flaga tego kraju.